# IPad Mini
iPad Mini (реалізований під брендом iPad mini) — це компактний планшетний комп'ютер, створений компанією Apple. Планшет було анонсовано 23 жовтня 2012 року як п'яте покоління серії. Це перший планшет від Apple із зменшеним дисплеєм, діагональ якого становить 7.9 дюйма, на відміну від 9.7 дюйма в попередніх версіях iPad. Планшет має схожі з iPad 2 технічні характеристики й ідентичну роздільну здатність дисплея.
Він був випущений 2 листопада 2012 фактично на всіх ринках Apple.

## Історія

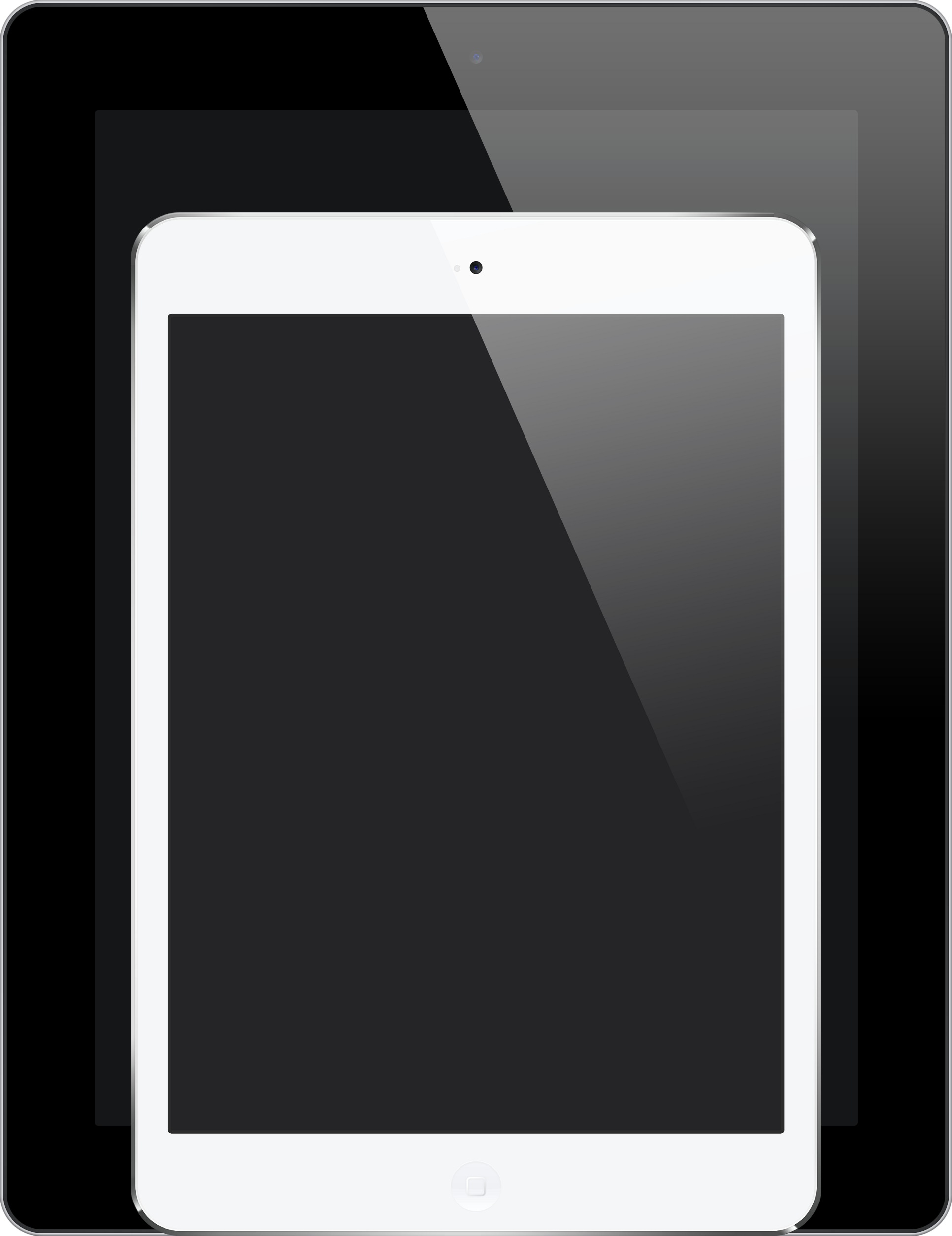
Розмір порівняння між iPad і iPad Міні 3-го покоління. (3-го і 4-го покоління ідентичні за розміром.)

Чутки про вихід нового IPad Mini з'явились ще в квітні 2012 року, після появи на ринку двох конкурентних 7-дюймових планшетів Kindle Fire та Nexus 7. В них згадувався пристрій з дисплеєм діагоналлю 7,85 дюйма та роздільною здатністю 1024 × 768 пікселів. Спочатку вважалося, що реліз відбудеться на спеціальному заході, влаштованому Apple 12 вересня.
16 жовтня 2012 Apple оголосила про конференцію для ЗМІ, заплановану на 23 жовтня, що мала пройти в оперному театрі в Сан-Хосе, штат Каліфорнія. Компанія не натякнула на те, який саме продукт вона репрезентуватиме, однак очевидним було те, що ним стане iPad Mini. У день заходу, генеральний директор Apple Тім Кук представив оновлену серію ноутбуків MacBook, зокрема MacBook Pro, Mac Mini і iMac, але не сказав ні слова щодо четвертого покоління iPad та iPad Mini.

## Особливості

### Програмне забезпечення
iPad Mini реалізується з прошивкою 6.0.1. Він може виступати як точка доступу при роботі з деякими операторами зв'язку, розділяючи доступ до мобільного Інтернету з іншими пристроями через Wi-Fi, Bluetooth або USB 3.0. Через цей планшет також можна отримати доступ до App Store, цифрової платформи, розробленої Apple, що займається дистрибуцією програмних застосунків для IOS. Сервіс дозволяє користувачам переглядати та завантажувати з магазину iTunes Store, які були розроблені на платформах Xcode та IOS SDK і опубліковані Apple. На App Store доступні такі додатки, як GarageBand, iMovie, iPhoto, і програми iWork (Pages, Keynote і Numbers).
iPad Mini продається з декількома попередньо встановленими програмами, в тому числі Siri, Safari, Mail, Photos, Video, Music, ITunes, App Store, Maps, Notes, Calendar, Game Center, Photo Booth і Contacts. Як і решта пристроїв на IOS, iPad може синхронізувати контент та інші дані з Mac або ПК за допомогою iTunes. В той же час, даними на гаджетах під iOS 5 і вище можна керувати і настроїти їх резервне копіювання без використання комп'ютера. Незважаючи на те, що планшет не призначений для здійснення телефонних дзвінків через стільникову мережу, користувачі можуть користуватися навушниками або вбудованими динаміками і мікрофоном для спілкування через Wi-Fi або використати для цього VoIP додатки, такі як Skype. Пристрій має ту ж технологію розпізнавання голосу, що й iPhone 4S. Користувач говорить, а iPad відображає його запит на екрані за умови, що пристрій підключений до Wi-Fi або стільникової мережі.
Пристрій має спеціальний додаток iBooks, який відображає книги та інший контент, завантажений з iBookstore у форматі EPUB. Декілька великих книжкових видавництв, включаючи Пенгуін Букс, ГарперКоллінс, Саймон енд Шустер та Макміллан[джерело?], зобов'язалися видавати книги для пристрою Незважаючи на те, що iPad Mini є прямим конкурентом планшетів Amazon Kindle та Barnes & Noble Nook, як Amazon.com, так і Barnes & Noble пропонують свої програми для читання електронних книг для IPad.

### Апаратне забезпечення
iPad Mini має майже ідентичне з iPad 2 апаратне забезпечення. Обидва дисплеї мають роздільну здатність 1024 x 768, але у iPad Mini більш висока щільність пікселів у порівнянні з iPad 2 (163 PPI проти 132 PPI). На відміну від iPad 2, він має основну камеру на 5 та фронтальну на 1,2 МП та новий роз'єм для зарядки Lightning.

### Аксесуари
Smart Cover, вперше випущений для IPad 2 — це спеціальний чохол, що прикріплюється до корпусу iPad. Зменшена версія тепер доступна для IPad Mini. Кришка, що тримається на магнітах, має три лінії згину та дозволяє йому перетворюватися на підставку. Верхня частина чохла Smart Cover виготовлена з мікрофібри, яка очищає дисплей iPad і виводить пристрій з режиму сну при знятій кришці. Чохол з поліуретану продається в шести кольорах, в тому числі в ексклюзивному (PRODUCT)RED, доступному тільки в інтернет магазині Apple.
Apple пропонує і інші аксесуари, в тому числі Bluetooth клавіатуру, декілька типів навушників та багато адаптерів для Lightning connector. AppleCare і безкоштовне гравіювання також доступні для Ipad Mini.

## Реакція користувачів
Пристрій, як очікується, буде конкурувати з такими планшетами як Amazon Kindle Fire HD, Google Nexus 7 та Barnes & Noble Nook HD.
Відгуки користувачів про iPad Mini були в цілому позитивними, особливо їм сподобався розмір пристрою, дизайн та доступність додатків. З іншого боку, незадоволення викликав новий роз'єм живлення, відсутність слоту для карт пам'яті та Retina-дисплею.

## Хронологія
| Хронологія моделей iPad                     |
| ------------------------------------------- |
| Див. також: Хронологія продуктів Apple Inc. |

Джерело: Apple Newsroom Archive.